# Georges Forsans
Pour le maire de Biarritz, voir Pierre Forsans.
Georges Forsans est un ancien maire de Bayonne, né le 13 mars 1893 à Bayonne où il est mort le 31 mai 1963.
À la Libération il entre au conseil municipal de Bayonne (1944).
Par la suite, il est élu conseiller municipal aux élections de 1945, 1947, 1953 et 1959.
Il occupe le poste de maire de Bayonne du 6 juin 1958 au 21 mars 1959.